# Cycas guizhouensis
Cycas guizhouensis é uma espécie de cicadófita do género Cycas da família Cycadaceae, nativa do sudoeste de Guizhou, na China. Segundo dados de 2010, a população tende a descrescer.